# Lørenskog
Lørenskog er en bykommune i landskabet Romerike i Akershus fylke i Norge. Den grænser i nord til Lillestrøm, i øst til Rælingen, i syd til Enebakk og i vest til Oslo.
Den var en del af Viken fylke som blev etableret 1. januar 2020, men opløst fra 1. januar 2024.
Navnet Lørenskog betyder lerskov.
Kommunen blev udskilt fra Skedsmo som en selvstændig kommune i 1908. På den tid var Lørenskog mest kendt for sin store Romanibefolkning og som hytteområde for Oslo-folket.
Store dele af kommunen (den sydlige del) udgøres af en del af kommunens del af Østmarken, som er beskyttet mod bebyggelse, og som omkranses af Oslos andel af skovarealerne.
De allerfleste indbyggere bor derfor i kommunens nordlige del. Kommunen har de sidste 30 år gået fra at være en jordbrugskommune til at blive en urban forstad til Oslo. Tendensen tog fart i 1980'erne, da kommunen fik bygget både dagens Lørenskog Storcenter (tidligere kaldt Triaden) og Metro-centeret som i dag tiltrækker kunder fra hele Oslo og Romerike-distriktet.

## Byer i kommunen
- Fjellhamar, Hanaborg, Fjellsrud, Lørdagsrud, Nordbyhagen og Kurland i nordvest, nord og nordøst.
- Solheim, Skårer, Rasta, Rolvsrud, Vallerud, Visperud og Thurmanskogen i sydvest.
- Kjenn, Robsrud, Løkenåsen, Skåreråsen, Finstadjordet, Hammer, Norli, Sørli og Losby i sydøst.

## Store virksomheder i kommunen
Akershus universitetssygehus (Ahus, tidligere SiA) har været den vigtigste arbejdsplads i kommunen i flere tiår. Icopal har været en af de centrale virksomheder i kommunen i flere generationer (tidligere Fjellhamar bruk). Coca Cola har etableret en fabrik i kommunen, SATS' hovedkontor, Norcargo har lager i kommunen og Elkjøp har hovedkontor. Norges postvæsen har også planer om at etablere en hovedterminal.

## Personer fra Lørenskog (lørenskævinger)
- Elisabeth Granneman († 1992), revyartist
- Thomas Nordseth-Tiller († 2009), manusforfatter (film)
- Hans Normann Dahl, kunstmaler, grafiker og avistegner († 2019)
- Trond Granlund (1950-), musiker
- Haakon Blankenborg (1955-), stortingsmand
- Rolf Løvland (1955-), komponist
- Tom Nordlie (1962-), fodboldtræner
- Bendik Hofseth (1962-), jazzmusiker[4][5]
- Kari Kjønaas Kjos (1962 -), politiker, stortingsrepræsentant, voksede op i Oslo
- Johann Olav Koss, olympisk mester
- Trine Hattestad (1966-), olympisk mester
- Henning Berg (1969-), fodboldspiller, fodboldtræner
- Hege Riise (1969-), fodboldtræner, fodboldspiller, olympisk mester[6]
- John Carew (1979-)
- Marit Larsen (1983-)
- Marion Ravn (1984-)